# HD 131923
HD 131923，又名CD-48 9494，SAO 225328、HR 5566，是一颗恒星，视星等为6.35，位于銀經323.4，銀緯8.91，其B1900.0坐标为赤經14h 51m 16.6s，赤緯-48° 8.91′ 4″。